# Ada Christen
Christiane Rosalia Frideriks, de casada von Breden, més coneguda pel pseudònim d'Ada Christen (Viena, 6 de març de 1839 - Viena, 23 de maig de 1901) fou una poetessa i escriptora austríaca naturalista. Fou una excel·lent observadora dels costums vienesos en el marc del decadent Imperi Austrohongarès de final de segle en les seves novel·les Ella (1869) i Jungfer Mutter (1892).
El seu pare va morir quan ella era petita, i deixà la família en la misèria, per la qual cosa va haver de començar a treballar venent flors. Quan tenia quinze anys debutà com a actriu en una companyia de teatre alemany que feia gires per Hongria, i fou per aquella època que publicà la seva primera obra, una farsa amb cançons. Després de la mort del seu primer marit, s. von Neupaur, amb qui s'havia casat el 1864 i amb qui va tenir un fill, es casà amb un capità de cavalleria retirat, Adalmar von Breden, el 1873, i començà a escriure i a publicar seriosament a les revistes sobre temàtica romàntica (més aviat eròtica) i social.

## Obres
- Aus der Asche. Neue Gedichte, Hamburg: Hoffmann & Campe 1870
- Faustina. Drama cinco actos, Viena: Jacob Dirnböck, 1871
- Lieder einer Verlorenen, Hamburg: Hoffmann & Campe, 1873
- Vom Wege. Skizzen, Hamburg: Hoffmann & Campe, 1874
- Aus dem Leben. Skizzen, Leipzig: Ernst Julius Günther, 1876
- Aus der Tiefe. Neue Gedichte von Ada Christen, Hamburg: Hoffmann & Campe, 1878
- Unsere Nachbarn. Neue Skizzen von Ada Christen, Dresden: Minden, 1884
- Jungfer Mutter. Eine Wiener Vorstadtgeschichte, Dresden: Heinrich Minden, 1893
- Ausgewählte Werke, Viena, 1911
- Geschichten aus dem Haus "zur blauen Gans", Viena, 1929